# Drzęczewo Pierwsze
Drzęczewo Pierwsze (prononciation : [dʐɛnˈt͡ʂɛvɔ ˈpjɛrfʂɛ]) est un village polonais de la gmina de Piaski dans le powiat de Gostyń de la voïvodie de Grande-Pologne dans le centre-ouest de la Pologne.
Il se situe à environ 2 kilomètres au nord de Piaski (siège de la gmina), à 5 kilomètres au nord-est de Gostyń (siège du powiat) et à 57 kilomètres au sud de Poznań (capitale régionale).
Le village possède une population de 125 habitants en 2015.

## Histoire
De 1975 à 1998, le village faisait partie du territoire de la voïvodie de Leszno.

Depuis 1999, Drzęczewo Pierwsze est situé dans la voïvodie de Grande-Pologne.